# Джебель Хараз
15°10′ пн. ш. 43°45′ сх. д. / 15.167° пн. ш. 43.750° сх. д.
Гори Хараз, або Гори Джебель Хараз, або просто Дже'бель Хара'з (араб. جبل حراز англ. Jabal Haraz) — барвиста гряда гір (гірський хребет) Ємену між Сана і ель-Ходейда, як кордон між високогір'ям в районі Сана і Тігама. Гори Хараз розташовані в 90 км на захід-південно-захід від Санаа. В XI столітті це була твердиня династії Суліахідів, багато будівель якої цілі досі.
Jabal (pl. jibaal) — гора, пагорб (множина гори, пагорби).

## Статус Світової спадщини
Цей район, з координатами в центрі широта 15° 10' пн. ш. і довгота 43° 45' сх. д., занесений в Попередні списки об'єктів Світової спадщини ЮНЕСКО 8 липня 2002 року в змішану культурно-природну категорію (культурний ландшафт), як місце, що має «видатну універсальну цінність».

## Історія
Цей район Високогір'я був завжди стратегічно важливий через свого розташування між Сана і Тігама. Це пункт зупинки караванів в часи Хим'ярського царства. Потім Хазар став оплотом держави Сулайхідів, яке було створено в 1037 році. Тоді і згодом населенням цього району були мусульмани ісмаїліти. Красиве село ель-Хаджера, на захід від Манакха, як цитадель була заснована в XII столітті Сулайхідами.

## Опис району

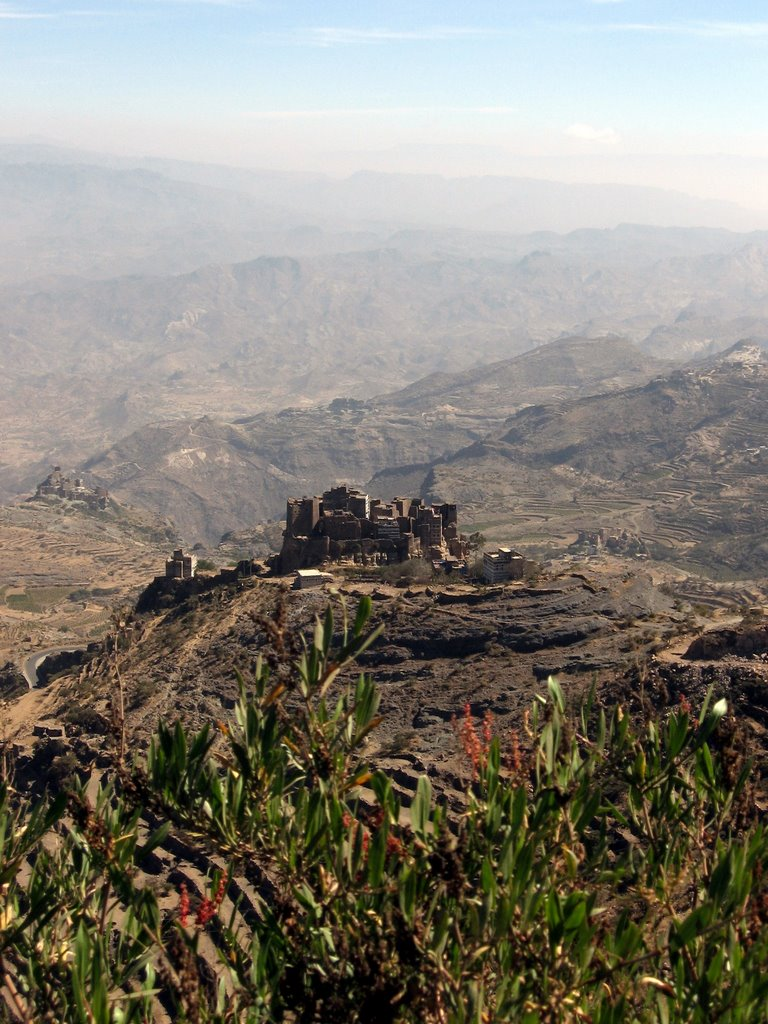
Гори Хараз.

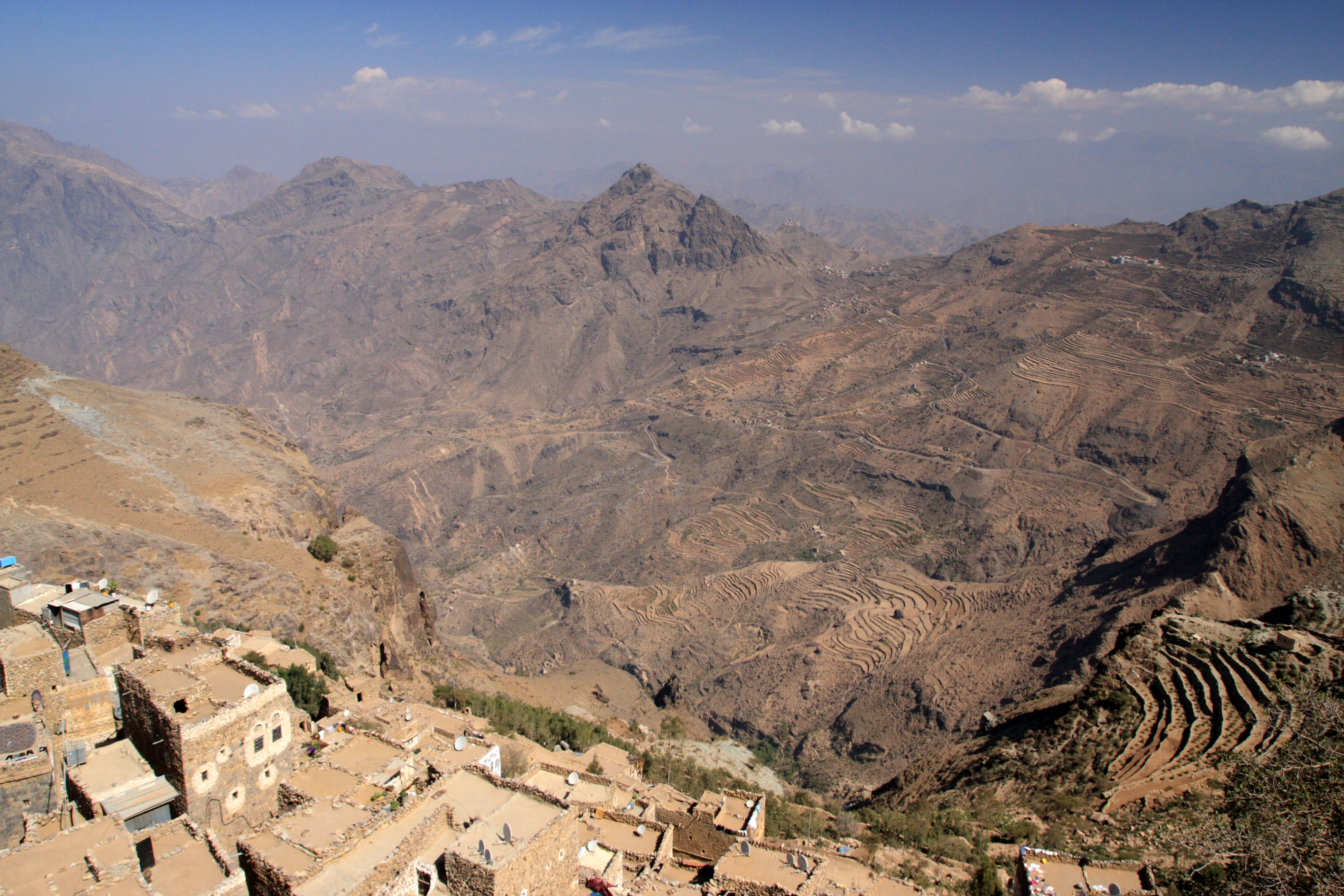
Вид на гори Хараз із селища ель-Хаджера.

Хазар так само славиться красою своїх пейзажів, оскільки його укріплені села чіпляються за майже недоступні скелясті вершини. Своєю імпозантною архітектурою населені пункти відповідають двом потребам: захищати жителів і залишається багато місця для сільсько-господарських культур. Кожен населений пункт побудований як замок. Будинки самі утворюють стіни оснащені однією або двома добре захищеними дверима. Побудовані з пісковика і базальту, будівлі прекрасно інтегровані в ландшафт, і важко сказати, де починається або закінчується скеля і село. Гірські схили розділені стінами іноді висотою в кілька метрів на тераси по кілька гектарів і більше. На цих чудових терасових полях ростуть люцерна для худоби, просо, сочевиця, великі площі для кави і кату.
Досить велике місто Манакха вважається серцем цієї процвітаючої гірській місцевості, — його ринок приваблює жителів з усієї округи. Красиве, в у вигляді стіни над прірвою село ель-Хаджера, яке розташоване на захід від Манакха, було засновано в XII столітті як цитадель. Звідси доступні інші села, такі як Бейт аль-Камус і Бейт Шімран.
Одна сторона гір Хараз прямовисна — різко виростає з прибережного боку, пихатого великою вологістю від Червоного моря рівнини Тіхама. Завдяки цій прямовисності гори протягом століть виступали як фортеці для захисту єменського серця, міста Сана і околиць, від втручання супротивників і іноземців. Сьогодні це пішло в минуле, але велич гір і краса їх гобелена у вигляді терасових полів і укріплених поселень, що туляться на найнесподіваніших скелях залишилося і сьогодні використовуються як території для трекінгу. Для тих, хто з духом пригод і самозабезпеченості, можна провести кілька днів або навіть тижнів петляючи по з'єднуючим різні села стежкам мулів. Джебель Хараз, безсумнівно, найкрасивіший і найпривітніший регіон країни Ємен, тобто, де ви можете ходити безпечно. На відстані дня пішохідних прогулянок знаходяться поселення Кахил (англ. Kahil), Аль-джебель (англ. Al-jabal), Бану Mora (англ. Banu Mora) і розташований на хребті эль-Каді (англ. AI-Kadi) з видом на Манакха.
Бену Мора знаходиться між Манакха і селом Хутаіб (англ. Hutaib). Село Хутаіб побудовано на платформі з червоного пісковика, звернено на чудовий краєвид на терасах пагорбів, які годують це село. Тут же знаходиться мавзолей третього єменського «даї» Хатім аль-Хамді. Тут збираються мусталіти гілки Бохра з Індії, Шрі-Ланки, Сінгапуру і з Мадагаскару. Для віруючих місцеві ісмаіліти покривають дороги смолою і мостять вулиці міста не заподіюючи шкоди ландшафту.